# NGC 2613
NGC 2613 هي مجرة تتبع كوكبة بيت الإبرة. اكتشفها ويليام هيرشل في 20 نوفمبر 1784.

## روابط خارجية
- NGC 2613 على موقع ويكي سكاي: DSS2, SDSS, GALEX, IRAS, Hydrogen α, X-Ray, Astrophoto, Sky Map, Articles and images